# Семанов, Николай Афанасьевич
Никола́й Афана́сьевич Сема́нов (25 ноября [7 декабря] 1897, Анненский Мост, Олонецкая губерния — 1990) — советский учёный-гидротехник. Доктор технических наук (1960), профессор (1961).

## Биография
Родился 25 ноября (7 декабря) 1897 года в селе Анненский Мост Олонецкой губернии. Отец — Афанасий Иванович Семанов (15 [27] января 1866, д. Хвосты, Холмогорский уезд, Архангельская губерния — 1928) работал телефонным мастером на водном транспорте Мариинской водной системы. Мать — Анна Ивановна, урожд. Тыранова (1877—1924), домохозяйка.
В 1908 году поступил и 31 мая 1914 года окончил полный курс шести классов Реального отделения Приюта принца Петра Георгиевича Ольденбургского; работал младшим техником на 4-м участке Мариинской водной системы.
С января по октябрь 1917 года служил рядовым в 6-м сапёрном батальоне (Петроград). В октябре 1917 года окончил Школу прапорщиков инженерных войск. В 1918 году работал десятником в 9-м военно-дорожном отряде (Лодейнопольский уезд).
В 1919—1920 годы служил в РККА; был секретарём военного комиссара Инженерного батальона; в составе 4-й стрелковой (Псковской) дивизии участвовал в походах против белополяков на Западном фронте.
В феврале 1921 года, окончив Высшие военно-инженерные курсы Западного фронта, был направлен в распоряжение Петроградского института путей сообщения. С 1921 по август 1924 года работал техником на строительстве Волховской ГЭС, землемером в Гомельском губернском земельном управлении, техником в порту (Туапсе), техником-практикантом в Волжском управлении водных путей (Нижний Новгород).
В 1925 году окончил факультет водных сообщений Ленинградского института инженеров путей сообщения защитой 7 июля дипломного проекта на звание инженера путей сообщения.
С июля 1925 по январь 1929 года работал инженером-гидротехником в Наркомземе Карельской АССР (Петрозаводск), затем — старшим инженером в тресте Орглес (Ленинград). С ноября 1930 по март 1931 года — руководитель группы плотин на строительстве Беломорско-Балтийского канала.
С сентября 1930 года — доцент кафедры водных путей Ленинградского института инженеров водного транспорта (ЛИИВТ). Жил на улице Восстания, дом 13.
Военинженер 2-го ранга (1940).
В 1950—1953 Н. А. Семанов заведовал кафедрой гидротехнических сооружений, в 1959—1968 — кафедрой портов и гидротехнических сооружений, затем в 1968—1970 — кафедрой гидротехнических сооружений. В 1972—1986 он профессор-консультант кафедры. Был награждён орденом Трудового Красного Знамени (1953) и медалями.
Умер в 1990 году.

## Научная деятельность
Н. А. Семановым были разработыны методы расчетной оценки параметров волновых процессов, возникающих в процессе наполнения и опорожнения шлюзов (как в камере шлюза, так и в его подходных каналах), необходимые для обеспечения безопасности судоходства и надежной эксплуатации оборудования шлюзов. Он также разработал методологию проведения натурных гидравлических исследований судоходных шлюзов.

### Избранные труды
Им было опубликовано более 80-и научно-производственых и учебно-методических работ, в их числе:
- Волго-Донской судоходный канал имени В. И. Ленина / Всесоюз. о-во по распространению полит. и науч. знаний. Ленингр. отд-ние. — Л.: Б. и., 1952. — 2+42 с.
- Деревянные плотины : Утв. ГУУЗ Наркомстроя и ГУУЗ Наркомречфлота СССР в качестве учеб. пособия для втузов. — 2-е изд., перераб. и доп. — Л.; М.: Госстройиздат, 1940. — 412 с.
- Деревянные флютбеты плотин Поаре. — Л.: Гострансиздат, 1934. — 163 с. — (Тр. Ин-та / Наркомвод СССР. ЦНИВТ. Центр. науч.-иссл. ин-т водного транспорта ; Вып. 88)
- Исследования эксплуатационных качеств судоходных шлюзов : Автореф. дис. … д-ра техн. наук / МВ и ССО РСФСР. Ленингр. политехн. ин-т им. М. И. Калинина. — Л.: Б. и., 1960. — 35 с.
- Плотинные гидроэлектростанции : Конспект лекций. — Л.: Транспорт, 1974. — 71 с.
- Шлюзованные водные пути СССР : Стенограмма публичной лекции / Всесоюз. о-во по распространению полит. и науч. знаний. Ленингр. отд-ние. — Л.: Б. и., 1953. — 43 с.
- Шлюзы для малых рек : Общие вопросы проектирования шлюзов и конструкции деревянных шлюзов для малых рек : [Учеб. пособие для вузов]. — Л.; М.: Речиздат, 1948. — 336 с.
- Судоходные каналы, шлюзы и судоподъемники : [Учебник для гидротехн. специальности ин-тов водного транспорта] / Семанов Н. А., Варламов Н. Н., Баланин В. В.. — М.: Транспорт, 1970. — 352 с.

## Семья
Жена — Елизавета Яковлевна (урожд. Бронзова; 1902/1903, дер. Наволоки, Валдайский уезд, Новгородская губерния — 1991); с 1921 года училась в Петроградском педагогическом институте; работала учительницей географии в ленинградской школе № 209. Их дети:
- Элеонора (1929 — ?)
- Сергей (1934—2011)[5] — историк, писатель, литературовед, публицист.